# Campeonato Paulista de Futebol de 2002 - Série A2
O Campeonato Paulista de Futebol de 2002 - Série A2 foi a 56.ª edição do campeonato equivalente ao segundo nível do futebol paulista. O Marília conquistou o título da edição após vencer a decisão contra a Francana.

## Forma de disputa
- Primeira fase: Os 16 participantes jogam entre si em turno único.As quatro melhores equipes classificam-se para a segunda fase, e as duas piores equipe são rebaixadas a Série A3 de 2003.
- Segunda fase: Os 4 classificados jogam as semifinais entre si em turno e returno.Os vencedores vão para a final.
- Final: Os 2 finalistas disputam entre si dois jogos finais, que estabelecem o campeão da Série A2. O campeão é automaticamente promovido Série A1 de 2003, enquanto o vice-campeão disputa contra o segundo pior colocado do torneio de rebaixamento na Séria A1. O vencedor disputa a Série A1 em 2003.

## Participantes
| - Atlético Sorocaba (Sorocaba) - Araçatuba (Araçatuba) - Bandeirante (Birigüi) - Bragantino (Bragança Paulista) - Comercial (Ribeirão Preto) - Flamengo (Guarulhos) - Francana (Franca) - Marília (Marília) | - Mirassol (Mirassol) - Nacional (São Paulo) - Olímpia (Olímpia) - Paraguaçuense (Paraguaçu Paulista) - Rio Preto (São José do Rio Preto) - São Bento (Sorocaba) - São José (São José dos Campos) - Sãocarlense (São Carlos) |

## Fase final
|  | Semifinais | Semifinais | Semifinais | Semifinais |   |          | Final | Final | Final | Final |
|  |            |            |            |            |   |          |       |       |       |       |
|  | Flamengo   | 1          | 1          | 2          |   |          |       |       |       |       |
|  | Francana   | 0          | 3          | 3          |   |          |       |       |       |       |
|  | Francana   | 0          | 3          | 3          |   | Francana | 2     | 0     | 2     |       |
|  |            |            |            |            |   | Francana | 2     | 0     | 2     |       |
|  |            | Marília    | 0          | 3          | 3 |          |       |       |       |       |
|  | São José   | Marília    | 0          | 3          | 3 | 0        | 1     | 1     |       |       |
|  | São José   |            |            |            |   | 0        | 1     | 1     |       |       |
|  | Marília    | 3          | 2          | 5          |   |          |       |       |       |       |

### Repescagem

#### Ida
| Domingo, 2 de junho de 2002 | Francana | 2 – 2 | Portuguesa Santista | Walter Ribeiro, Sorocaba, SP |
|                             |          |       |                     |                              |

#### Volta
| Quarta-feira, 5 de junho de 2002 | Portuguesa Santista | 2 – 2 3 – 2 (pênaltis) | Francana | Santa Cruz, Ribeirão Preto, SP |
|                                  |                     |                        |          |                                |

Com esse resultado a Portuguesa Santista se manteve na Série A do campeonato paulista 2003.

## Premiação
| Campeonato Paulista de 2002 - Série A2 |
| -------------------------------------- |
| Marília Campeão (2º título)            |